# Rafael Trabucchelli
Rafael Trabucchelli (Milán, 1929-Madrid, 28 de septiembre de 2006) fue un productor y  compositor italiano. A él se deben gran parte de los éxitos de la música popular española de los años 1960 y 70, como el «Himno a la alegría» de Miguel Ríos o la canción «Un velero llamado libertad» de José Luis Perales.

## Biografía
Rafael Trabucchelli nació en Milán (Italia), aunque a  los cinco años se trasladó a España, donde viviría la mayor parte de su vida. A los quince años, mientras estudiaba en el Conservatorio de Música de Madrid, comenzó a trabajar en la radio como montador musical. Después de casarse volvió a Italia, pero regresó a España a principios de los años 1960, sustituyendo en 1965 a Enrique Martín Garea como director artístico y productor del sello Hispavox.
Allí Trabucchelli contrata como principales colaboradores al director musical Waldo de los Ríos y al ingeniero de sonido Mike Llewellyn-Jones, poniendo al servicio de solistas y grupos debutantes un sonido diáfano con una potente sección de vientos y una elegante instrumentación, todo ello a la altura de las producciones europeas de la época. Grabando una media de cien discos anuales, Trabucchelli logró que la discográfica ocupara un lugar puntero en el panorama musical español y que el llamado "sonido Torrelaguna" (por el nombre de la calle madrileña en que se encontraba la compañía) se convirtiera en un referente.
El debut de Trabucchelli en las listas de éxitos fue el mismo año de 1965 con "La yenka", del dúo holandés Johnny and Charley, pero fue el "Himno a la alegría", de Miguel Ríos, el que en 1970 le dio su mayor reconocimiento, convirtiéndose en un éxito en varios países de Europa y en Estados Unidos y vendiendo millones de discos. Además fue productor e impulsor de artistas como Raphael, José Luis Perales, Mari Trini, Karina, María Ostiz, Pic-Nic y luego Jeanette, Paloma San Basilio, Yuri, Pedro Marín o el citado Miguel Ríos, del instrumentista mexicano Bebu Silvetti (autor de la canción "Lluvia de primavera", que tuvo gran éxito internacional en 1977), y también de grupos como Módulos, Los Pekenikes, Los Ángeles, Los Pasos, Los Mitos, Los Payos, la Tuna de Montes, ... para los que produjo una gran lista de éxitos. Después de la venta de Hispavox a EMI en 1985, Trabucchelli trabajó fuera de España con otros artistas, como Patricia Grau, Jairo y Mireille Mathieu en Francia.
En el año 2003 la Academia de las Artes y las Ciencias de la Música le distinguió con el Premio a la Difusión de la Música.
Rafael Trabucchelli falleció en Madrid el 28 de septiembre de 2006 a causa de una insuficiencia respiratoria.